# François Baucher

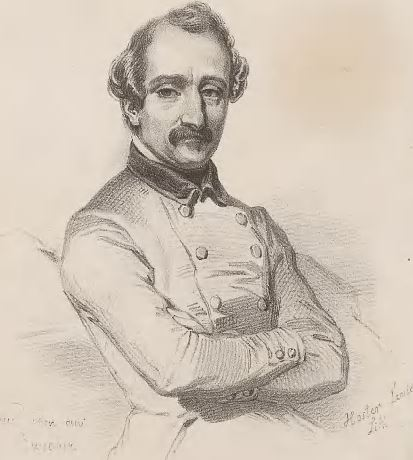
François Baucher

François Baucher (* 16. Juni 1796 in Versailles; † 14. März 1873 in Paris) war ein französischer Meister der Pferdedressur. Baucher sprach sich gegen ein übertriebenes Gegeneinanderwirken verschiedener Hilfen aus.

## Leben
Baucher gelangt mit 14 Jahren nach Italien, wo sein Onkel der Leiter der Stallungen des Camillo Borghese ist. Er kehrt nach dem Sturz Napoléons nach Frankreich zurück und findet Arbeit in den Stallungen des Herzogs von Berry. Diese Arbeit verliert er, inzwischen verheiratet, 1820 nach der Ermordung des Herzogs. Baucher übernimmt die Leitung zweier Reithallen in Le Havre und Rouen. Er beginnt, seine Dressurmethoden zu verschriftlichen und veröffentlicht 1833 sein erstes Buch, dem weitere folgen. 1843 entsteht eine deutsche Übersetzung seiner Methode der Reitkunst nach neuen Grundsätzen, basierend auf der vierten Auflage. Bereits 1844 erscheint die fünfte Auflage des kontinuierlich leicht weiterentwickelten Buches. Danach übernimmt der Verleger allein die Herausgabe, wodurch diese bis zur elften Auflage praktisch unverändert bleibt. Diese Auflagen sind auch als „erste Manier“ Bauchers bekannt. Erst als der Vertrag mit seinem Verleger 1863 ausläuft, bringt Baucher eine zwölfte, stark geänderte Auflage heraus, die auch als seine „zweite Manier“ bezeichnet wird. Als 1884 seine Méthode erneut ins Deutsche übersetzt wird, wird allerdings die zu diesem Zeitpunkt lange veraltete achte Auflage als Basis zur Übersetzung herangezogen. Erst im Herbst 2009 erschien eine Übersetzung seiner zweiten Manier (der dreizehnten Auflage) – ein deutliches Zeichen, wie sehr Bauchers Weiterentwicklung in Deutschland ignoriert wurde.
1855 wurde Baucher bei einem Unfall in der Reithalle schwer verletzt. Ein Kronleuchter stürzte auf ihn und verwundete ihn so schwer, dass er keine öffentlichen Auftritte mehr absolvieren konnte. Es wird spekuliert, ob die bleibenden körperlichen Schäden ein Grund für die Entwicklung seiner zweiten Manier sind, oder ob diese die normale Weiterentwicklung seiner Theorien darstellt.
Baucher spaltete die Reiterwelt bereits zu seiner Lebzeit in zwei Lager. Diese Spaltung ist bis heute erhalten geblieben und drückt sich in der Existenz zweier berühmter Reitschulen aus, der Spanischen Hofreitschule, die nach den Methoden von François Robichon de la Guérinière arbeitet und dem Cadre Noir, dessen Ausbildungsprogramm auf den Methoden Bauchers basiert.

## Baucher und die Beizäumungsfrage
Baucher empfahl eine permanente Einstellung des Pferdes „am Zügel“, d. h. die Pferdenase wird dabei permanent an der Senkrechten fixiert. Von den u. a. Autoren wird dieses Verfahren abgelehnt:
- 1890 Nachdruck 1979: J.Fillis, Grundsätze der Dressur, Olms
- 1914: W. Klapp, Eine Fillis-Studie, Persiehl
- 2009: Chamberlain und Cudahy, Riding and schooling horses, ISBN 1-4325-7377-2.
- 1937: deutsche Heeresdienstvorschrift HDV 12/37,
- 1935-Nachdruck 1987: Hans von Heydebreck, Das Gebrauchspferd und eine Ausbildung, FN Verlag
- 1982: Santini, Dokumente Caprilli, Quadriga Verlag
- 1980: Littauer, Die moderne Reitlehre, Müller-Rüschlikon, ISBN 3-275-00740-8.
- 2004: Cronin, Schooling and riding the modern Sport Horse, University of Virginia Press, ISBN 0-8139-2287-9.

Durch Paul Plinzner, der nach Aufzeichnungen Gustav Steinbrechts nach dessen Tod das Buch Das Gymnasium des Pferdes veröffentlichte, fand die permanente Einstellung des Pferdes am Zügel Eingang in die Reitvorschrift H.Dv.12 und von dort in die heutigen Turnierrichtlinien der International Federation of Equestrian Sports.

## Veröffentlichungen
- 1837: Le résumé complet des principes de la nouvelle méthode
- 1840: Les passe-temps équestres
- 1841: Dialogue sur l’équitation
- 1842: Méthode d’équitation basée sur de nouveaux principes
Die Méthode erschien in 13 Auflagen und wurde mit der 12. Auflage (1864) grundlegend überarbeitet
der deutschen Übersetzung Methoden der Reitkunst nach neuen Grundsätzen von 1884 liegt die 8. Auflage zu Grunde. Nachdruck als Documenta hippologica. ISBN 3-487-08160-1.
- 1843: Dictionnaire raisonné d’Équitation als „Wörterbuch der Reitkunst“ Leipzig 1844 und 1984 im Zentralantiquariat der Deutschen Demokratischen Republik
- 1867: 13. Auflage. von Oeuvres complètes : méthode d’équitation basée sur de nouveaux principes, die letzte Auflage. die zu Lebzeiten Bauchers von ihm bearbeitet wurde (Das französische Original: http://www.archive.org/details/oeuvrescomplte00bauc)
Hierzu erschienene Übersetzung von Christan Kristen von Stetten: "Das neue System vom Reiten und Ausbilden: Grundsätze und Methoden", Cadmos 2009, ISBN 978-3-86127-469-8.